# Pokladník v bance
Pokladník v bance je přepážkový pracovník banky, který zajišťuje hotovostní peněžní vyrovnání se zákazníky. Zajišťuje příjem i výdej hotovosti a cenin, na základě vystavených dokladů. Za hotovost a ceniny, které převzal oproti potvrzení, je vždy hmotně odpovědný.

## Pracovní náplň
Mezi základní náplň práce pokladníka patří přijímání vkladů peněz a cenin na účty klientů, činnosti směnárenské, mezi něž patří nákup deviz a valut a jejich okamžité proplácení v tuzemské měně i prodej valut a případně deviz za tuzemskou měnu. K dalším činnostem patří výměny hotovosti podle zákazníkem požadovaných nominálních hodnot platidel a výplata hotovostí na základě platných výplatních dokladů jako jsou šeky, výběrní lístky a poukázky.

## Profesní předpoklady
Pro zdárný výkon profese je nezbytná dokonalá znalost přijímaných měnových platidel i cenin, a jejich ochranných prvků. Nutná je i znalost příslušných právních předpisů, které upravují měnovou, peněžní a šekovou oblast.

## Činnost pokladníka
Vyžaduje určitou hbitost při počítání a manipulaci s hotovostí. Pokladník musí udržovat hladinu hotovosti na pokladně v souladu s platnými předpisy banky. Nedostatečnou hotovost musí dotovat, nadbytečnou naopak odvádět. Pro všechny transakce, které mění stav hotovosti na pokladně, pokladník shromažďuje příslušné doklady, které zúčtovává a zároveň na jejich podkladě provádí finanční vyrovnání s klientem. O stavu hotovosti po uzavření pokladny vede pokladní knihy a při uzávěrce pokladny kontroluje souhlasnost fyzického stavu hotovostí se stavem minulým po proúčtování všech přijatých dokladů.